# ناحیه ساتینگ فرا
ناحیه ساتینگ فرا (انگلیسی: Sathing Phra district) یک شهرستان در قسمت شمالی استان سونگکلا در جنوب تایلند است.

## جغرافیا
شهرستان‌های همجوار عبارتند از (از جنوب به سمت عقربه‌های ساعت): سینگاناکون از استان سونگکلا؛ پاک فایون از استان پاتالونگ؛ کراسه سین و رانوت از استان سونگکلا. از شرق خلیج تایلند قرار دارد.
قسمت غربی شهرستان در ساحل تالِ لوانگ، شمالی‌ترین قسمت دریاچه سونگخلا واقع شده است.

## تاریخ
بندر باستانی ساتینگ فرا یکی از مهم‌ترین مراکز تجاری در پادشاهی تامبرالینگا بود. حفاری‌ها و تحقیقات باستان‌شناسی که در اواخر قرن بیستم انجام شد، وجود یک ارگ (معماری) مستحکم را که توسط خندق و دیوار چهارگوش از آجر محافظت می‌شد، تأیید می‌کند. سیستم پیچیده‌ای از کانال‌ها دریا را به دریاچه سونگخلا متصل می‌کرد و اجازه می‌داد کشتی‌ها در آن حرکت کنند. این حفاری‌ها آثار باستانی و هنری با ارزش را کشف کردند. شهرستان مدرن ابتدا چاتینگ فِرا نام داشت. در سال ۱۹۶۱ نام آن به Sathing Phra تغییر یافت.